# Den obnovy samostatného českého státu
Den obnovy samostatného českého státu je státní svátek České republiky připadající na 1. leden (Nový rok). Vyhlášen byl zákonem č. 245/2000 Sb., účinným od 9. srpna 2000, na připomínku vzniku samostatného Česka 1. ledna 1993. Jde o jeden ze dvou řádových dnů České republiky (druhým je 28. říjen), tedy o den, ve kterém se mohou českým občanům propůjčovat a udělovat státní vyznamenání.
Na Slovensku je 1. leden obdobným státním svátkem (Den vzniku Slovenské republiky) od roku 1993.

## Historie

### Obnova samostatného Česka
Do konce roku 1992 existovala Česká a Slovenská Federativní Republika (ČSFR). Obě členské republiky, Česká i Slovenská, měly svou vlastní zákonodárnou národní radu a národní vládu. Centrálními federálními orgány byl prezident, federální vláda a Federální shromáždění. Toto uspořádání platilo do 31. prosince 1992, kdy právně i fakticky zaniklo Československo. Společný stát Čechů a Slováků existoval od 28. října 1918 celkem 68 let, s přerušením v letech 1939–1945. Dne 1. ledna 1993 vznikly ve střední Evropě dva nové samostatné státy – Česká republika a Slovenská republika.
Dohodli se o tom představitelé politických stran, vyšlých vítězně z parlamentních voleb v roce 1992, české ODS a slovenské HZDS, když nenašli oboustranně přijatelnou formu soužití obou zemí v jednom státě. Této skutečnosti předcházel maraton česko-slovenských jednání, nejprve o kompetencích, poté o státoprávním uspořádání a nakonec o rozdělení státu, k čemuž došlo přes to, že soudobé politické a ekonomické faktory nahrávaly naopak integraci, spojování do většího celku. V poslední čtvrtině roku 1992 byly projednány základní dokumenty o budoucí spolupráci samostatných republik: vytvoření celní unie mezi ČR a SR, smlouva o vzájemném zaměstnávání občanů a o sociálním zabezpečení, smlouva o dobrém sousedství, přátelských vztazích a spolupráci, zákon o dělení majetku federace a jeho převodu na republiky, dohoda o podpoře a vzájemné ochraně investic a řada dalších. Dne 25. listopadu 1992 na 5. společné schůzi Federálního shromáždění ČSFR byl přijat ústavní zákon o zániku ČSFR.
Bývalá Česká národní rada se přeměnila v Poslaneckou sněmovnu Parlamentu ČR. Dne 19. ledna 1993 byla Česká republika přijata za člena OSN, 26. ledna 1993 byl Václav Havel zvolen prezidentem České republiky, 30. ledna 1993 bylo oficiálně oznámeno, že bude provedena měnová odluka měn obou států a 8. února 1993 začala na území České republiky platit vlastní měna, která zahrnovala i okolkování části federálních platidel.
Rozpadem Československa nedošlo k destabilizaci poměrů ve střední Evropě. Nefungující federace se ústavní cestou pouze rozpadla ve dva samostatné státy, jejichž vztahy jsou korektní a přátelské.

### Svátek
Již od července 1994 je 1. leden jedním ze dvou řádových dnů České republiky, tedy dnem, ve kterém se mohou českým občanům propůjčovat a udělovat státní vyznamenání, což však v praxi není využíváno (druhým řádovým dnem je 28. říjen coby Den vzniku samostatného československého státu, kdy se tradičně konají slavnosti ohledně státních vyznamenání).
Jako státní svátek Den obnovy samostatného českého státu byl 1. leden prohlášen novým svátkovým zákonem č. 245/2000 Sb., účinným od 9. srpna 2000.
V Den obnovy samostatného českého státu je od roku 2016 podle zákona č. 223/2016 Sb. zakázán prodej v obchodech, od listopadu 2019 se zákaz týká pouze maloobchodního prodeje (s výjimkami definovanými v zákoně). Maloobchodní prodejny s prodejní plochou 200 m² a více tak musí mít 1. ledna ze zákona zavřeno, a to po celý den.